# گیاهان دربرابر زامبی‌ها: جنگ باغ ۲
«گیاهان دربرابر زامبی‌ها: جنگ باغ ۲» (انگلیسی: Plants vs. Zombies: Garden Warfare 2) یک بازی ویدئویی در سبک تیراندازی سوم شخص است که توسط الکترونیک آرتس و در سال ۲۰۱۶ و در پلت‌فرم‌های مایکروسافت ویندوز، پلی‌استیشن ۴، و ایکس‌باکس وان منتشر شده‌است.